# ISIS-K
Lo Stato islamico dell'Iraq e del Levante - Provincia di Khorasan (ISIL-KP o ISKP; in arabo الدولة الإسلامية في العراق والشام – ولاية خراسان‎?, ad-Dawlah al-Islāmiyah fī 'l-ʿIrāq wa-sh-Shām – Wilayah Khorasan) è un sedicente ramo dello Stato Islamico dell'Iraq e del Levante (ISIL) attivo in Asia meridionale e in Asia centrale, anche se l'ISIL nega qualsiasi connessione. Alcune fonti dei media usano anche i termini ISK, ISISK, IS-KP, ISIS-K o Daesh-Khorasan in riferimento al gruppo. Il gruppo Khorasan è stato attivo in Afghanistan e la sua area comprende anche altre parti come Pakistan, Tagikistan, e India dove alcuni gruppi hanno giurato fedeltà a esso.
L'ISIL ha annunciato la formazione del gruppo nel gennaio 2015 e ha nominato l'ex militante del Tehrik-i-Taliban Pakistan (TTP) Hafiz Saeed Khan come suo leader con l'ex comandante talebano afgano Abdul Rauf Aliza nominato vice leader. Aliza è stato ucciso in un attacco di droni statunitensi nel febbraio 2015 mentre Khan è stato ucciso in un attacco aereo statunitense nel luglio 2016. Un altro leader dell'ISIL-K, Abdullah Orokzai noto anche come Aslam Farooqi, è stato catturato nell'aprile 2020.

## Sfondo
Intorno a settembre 2014, l'ISIL ha inviato rappresentanti in Pakistan per incontrare militanti locali tra cui alcune fazioni del Tehrik-i-Taliban Pakistan (TTP), dopo mesi di discussioni. Allo stesso tempo, volantini, bandiere e materiale propagandistico a sostegno dell'ISIL sono stati distribuiti in alcune parti del Pakistan, incluso un opuscolo scritto in pashto e dari che invitava tutti i musulmani a giurare fedeltà ad Abu Bakr al-Baghdadi. Si ritiene che i volantini siano stati prodotti e distribuiti da oltre confine in Afghanistan. Nell'ottobre 2014 l'ex comandante talebano Abdul Rauf Khadim ha visitato l'Iraq. In seguito, è tornato in Afghanistan, dove ha reclutato seguaci nelle province di Helmand e Farah. Nello stesso mese, 6 comandanti del TTP in Pakistan, Hafiz Khan Saeed, il portavoce ufficiale Shahidullah Shahid, e i comandanti del TTP delle regioni tribali di Kurram e Khyber e dei distretti di Peshawar e Hangu, hanno pubblicamente disertato dal TTP e hanno giurato fedeltà ad Abu Bakr al-Baghdadi.
Il 10 gennaio 2015, queste sei persone sono apparse in un video in cui hanno nuovamente giurato fedeltà ad al-Baghdadi e hanno nominato Hafiz Saeed Khan leader del loro gruppo. A loro si sono uniti altri comandanti militanti di medio livello, inclusi rappresentanti delle province afghane di Logar e Kunar e del Lakki Marwat del Pakistan. Shahidullah Shahid ha affermato che altri jihadisti, di entrambi i paesi, hanno sostenuto la promessa di fedeltà, ma non sono stati in grado di partecipare di persona all'incontro.
L'Afghanistan e l'India sospettano che l'ISIL-K sia una fazione separatista del Pakistan Tehrik-i-Taliban.

## Supporto
In Afghanistan, l'ISIL non ha reclutato personale solo dai villaggi, ma anche dalla classe media urbana e ha preso di mira specificamente le università, poiché ci sono stati casi di docenti di diritto islamico e studenti dell'Università di Kabul che hanno giurato fedeltà al gruppo.
Antonio Giustozzi sostiene che IS-K ha riscontrato più successo in Pakistan, reclutando molto da moschee e madrase, con nove grandi madrase legate al gruppo e un centinaio di piccole, oltre a circa 150 moschee.

## Storia

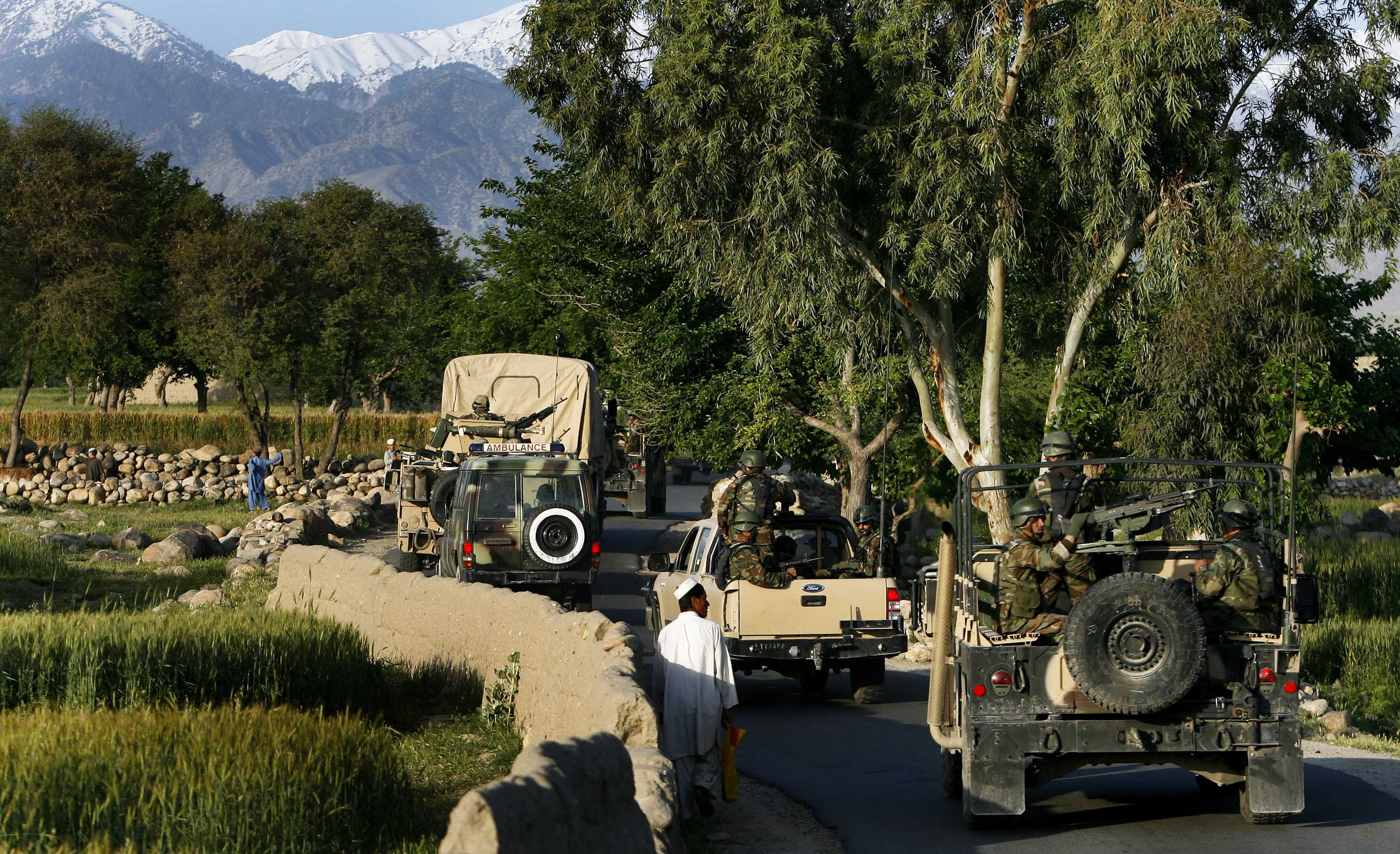
La base e la roccaforte originale del gruppo, Achin nell'Afghanistan orientale

Il 26 gennaio 2015, il portavoce ufficiale dell'ISIL Abu Muhammad al-'Adnani ha rilasciato una dichiarazione audio in cui ha accettato il precedente impegno di fedeltà e ha annunciato l'espansione del califfato dell'ISIL con la creazione di Wilayat Khorasan (provincia di Khorasan), una regione storica che incorpora parti di Afghanistan e Pakistan. Hafiz Khan Saeed è stato nominato leader locale o Wāli (governatore). Abdul Rauf è stato nominato vice di Khan ed è stato ucciso da un attacco di droni statunitensi in Afghanistan alcune settimane dopo.
L'ISIL iniziò a reclutare attivamente disertori dai talebani, in particolare tra coloro che erano scontenti dei loro leader o della mancanza di successo sul campo di battaglia. Ciò ha spinto l'anziano leader talebano Akhtar Mansour a scrivere una lettera indirizzata ad Abu Bakr al-Baghdadi, chiedendo di fermare il reclutamento in Afghanistan e sostenendo che la guerra in Afghanistan dovrebbe essere sotto la guida dei talebani. Tuttavia, i combattimenti tra i due gruppi sono scoppiati nella provincia di Nangarhar e nel giugno 2015 l'ISIL è stato in grado di conquistare il territorio in Afghanistan per la prima volta. Dopo aver cacciato i talebani da alcuni distretti di Nangarhar dopo mesi di scontri, il gruppo ha iniziato a sferrare i primi attacchi contro le forze afgane nella provincia. La provincia di Khorasan ha anche sviluppato una presenza in altre province tra cui Helmand e Farah. Nel 2015, l'ISIL ha iniziato a trasmettere la radio in lingua pashtu nella provincia di Nangarhar, seguito aggiungendo contenuti in Dari.
Il gruppo è stato rafforzato nell'agosto 2015 quando il gruppo militante con sede in Afghanistan, il Movimento islamico dell'Uzbekistan (IMU), ha promesso fedeltà all'ISIL e ha dichiarato di essere un membro del Wilayah Khorasan. A seguito di questo impegno, sono scoppiati scontri tra Imu e talebani nella provincia di Zabul. I talebani hanno lanciato un'offensiva provocando vittime. Nello stesso periodo i talebani sono riusciti a far sloggiare l'ISIS dalla provincia di Farah.
Nel 2016, il gruppo ha perso il controllo della maggior parte del suo territorio nella provincia di Nangarhar. È stato cacciato dai distretti di Achin e Shinwar a seguito di un'operazione militare delle forze di sicurezza afghane mentre gli scontri con i talebani hanno portato alla cacciata dai distretti di Batikot e Chaparhar. A seguito dell'allentamento delle restrizioni di mira da parte delle forze statunitensi in Afghanistan all'inizio dell'anno, l'aeronautica statunitense ha iniziato a condurre decine di attacchi aerei contro obiettivi ISIL. Nell'aprile 2016 i talebani hanno riferito che alcuni leader di alto e medio livello del Wilayah Khorasan nella provincia di Nangarhar avevano disertato dall'ISIL e avevano promesso fedeltà al leader talibano Akhtar Mansour. I disertori includevano membri del consiglio centrale del gruppo, del consiglio giudiziario e del consiglio dei prigionieri, nonché alcuni comandanti sul campo e combattenti.
Nel 2017, gli Stati Uniti hanno stimato che l'ISIS-K ha meno di 1.000 combattenti, in calo rispetto ai 2.500 del 2015.  Anche una roccaforte nell'Afghanistan orientale è crollata a seguito di offensive militari concertate da parte degli Stati Uniti, delle forze afgane e dei talebani. Il 25 dicembre 2017, in un video di un militante del Kashmir che dichiara fedeltà allo Stato islamico dell'Iraq e del Levante e dichiara una provincia dell'ISIL nel Kashmir, il combattente ha invitato Ansar Ghazwat-ul-Hind ad allearsi con o dare fedeltà all'ISIL e ingaggiare la Jihad in Kashmir contro il governo indiano, ma il gruppo ha rifiutato.
Il 15 maggio 2019, l'ISIS ha dichiarato nuovi rami della "provincia del Pakistan" e della "provincia dell'India" dopo aver rivendicato attacchi rispettivamente in Belucistan e Kashmir. Ciò suggerisce che mentre la provincia di Khorasan esiste ancora, la sua area geografica autoproclamata potrebbe essere ridotta.
Il 4 aprile 2020, la Direzione nazionale della sicurezza ha annunciato l'arresto del capo dell'ISIL Aslam Farooqi da parte delle forze militari afgane che lo hanno arrestato insieme ad altri 20 comandanti.
Il 26 luglio 2020, un rapporto delle Nazioni Unite ha affermato che anche se la filiale dell'ISIL in Afghanistan ha subito ulteriori gravi rovesci nelle sue ex roccaforti afgane delle province di Nangarhar e Kunar, era troppo presto per scartarla come una minaccia e sebbene in ritirata territoriale, l'ISIL in Afghanistan rimane in grado di effettuare attacchi di alto profilo in varie parti del paese, inclusa Kabul, ha aggiunto.
Il 26 agosto 2021 un attentatore suicida dell'ISIS-K si è fatto esplodere presso l'Abbey gate dell'Aeroporto Internazionale Hamid Karzai di Kabul provocando 183 morti (170 civili afghani e 13 militari statunitensi) e almeno 200 feriti. Secondo la BBC una parte dei morti era dovuta agli spari dei militari statunitensi nel caos successivo all'esplosione.
Il 22 marzo 2024 uomini armati in tenuta mimetica hanno fatto irruzione al Crocus City Hall di Krasnogorsk, una sala da concerti a nord-ovest di Mosca, aprendo il fuoco senza pietà sugli spettatori e uccidendo 137 persone e lasciando 180 feriti. L'attentato è stato rivendicato dalla cellula dello Stato Islamico-Khorasan, come anche confermato da alcuni video e dai passaporti tagiki trovati sugli assalitori.

### Attacchi (confermati e presunti)
| Lista           | Lista                                                 | Lista                          | Lista | Lista         | Lista   |
| Data            | Attacco                                               | Posizione                      | Note | Morti         | Feriti  |
| --------------- | ----------------------------------------------------- | ------------------------------ | --- | ------------- | ------- |
| 18 aprile 2015  | Attentato suicida a Jalalabad del 2015                | Jalalabad, Afghanistan         | Un attentatore suicida è esploso fuori da una banca a Jalalabad. | 33            | 100     |
| 13 maggio 2015  | Attentato dell'autobus di Karachi nel 2015            | Karachi, Pakistan              | Un gruppo di 8 uomini armati ha attaccato un autobus a Karachi. Rivendicazione contestata. | 45+           | Dozzine |
| 13 gennaio 2016 |                                                       | Jalalabad, Afghanistan         | Tre attentatori appartenenti all'ISIS hanno lanciato un attacco al consolato pakistano in Afghanistan. L'attacco ha provocato la morte di sette membri delle forze di sicurezza afgane.                                                                                       | 7             | 0       |
| 20 giugno 2016  | Attacco alle guardie dell'ambasciata canadese a Kabul | Kabul, Afghanistan             | Un attentatore suicida ha preso di mira un convoglio di guardie di sicurezza dell'ambasciata canadese. Sia l'ISIL che i talebani hanno rivendicato la responsabilità. | 15+ o 16 (+1) | 9       |
| 23 luglio 2016  | Attentato a Kabul del luglio 2016                     | Kabul, Afghanistan             | Due attentatori suicidi si sono fatti esplodere durante una protesta della minoranza etnica hazara, l'attacco più mortale di Kabul dal 2001 | 80+           | 260     |
| 8 agosto 2016   | Attacchi di Quetta dell'agosto 2016                   | Quetta, Pakistan               | Molti aggressori hanno compiuto un attentato suicida e sparato in un ospedale governativo. (Rivendicato anche da Jamaat-ul-Ahrar) | 94            | 130+    |
| 24 ottobre 2016 |                                                       | Charsadda, Pakistan            | Un ufficiale dei servizi segreti è stato ucciso. L'attacco è stato successivamente rivendicato dall'ISIL in una dichiarazione pubblicata su Amaq. | 1             | 0       |
| 24 ottobre 2016 | Attacchi di Quetta dell'ottobre 2016                  | Quetta, Pakistan               | Tre individui armati hanno sparato in massa ai cadetti della polizia del Quetta Police Training College mentre dormivano. Un aggressore è morto durante l'operazione mentre altri due si sono fatti esplodere, uccidendo 61 cadetti. (rivendicato anche da Lashkar-e-Jhangvi) | 61            | 160+    |
| 26 ottobre 2016 |                                                       | Provincia di Ghor, Afghanistan | Combattenti hanno ucciso almeno 30 civili dopo averli rapiti nella provincia afgana di Ghor. | 30            | 0       |
| 26 ottobre 2016 |                                                       | Jalalabad, Afghanistan         | Un attentatore suicida dell'ISIL ha ucciso un certo numero di anziani tribali afgani. | 4–15          | 25      |
| 21 marzo 2024   |                                                       | Kandahar, Afghanistan          | Un attentatore suicida ha ucciso 21 persone all'interno di una banca nella città di Kandahar. | 21            | 50      |
| 22 marzo 2024   | Attentato al Crocus City Hall                         | Mosca, Russia                  | Un'autobomba esplode nel Crocus City Hall, mentre soggetti armati sparano all'interno. | 143+          | 145+    |

### Operazioni degli avversari
Il 13 aprile 2017, un MOAB GBU43/B è stato lanciato in un attacco aereo su un complesso di grotte nel distretto di Achin, provincia di Nangarhar, Afghanistan. Fu il primo utilizzo della bomba sul campo di battaglia. Il ministero della Difesa afghano ha riferito di aver ucciso oltre 36 militanti e distrutto il complesso del tunnel, compreso un deposito di armi. Non sono state segnalate vittime civili.
Il 14 aprile 2017, le agenzie di sicurezza del Pakistan insieme alla polizia locale hanno fatto irruzione in una casa nell'area industriale di Lahore come parte della loro operazione di pettinatura che è stata approvata dal capo di stato maggiore dell'esercito pakistano Qamar Javed Bajwa all'indomani dell'attentato a Mall Road. Dopo uno scontro a fuoco che ha ucciso un "terrorista", altri tre sospetti sono stati arrestati, uno dei quali era Noreen Leghari, una studentessa di Hyderabad, in Pakistan, che era stata dichiarata scomparsa dalla sua famiglia 4 giorni prima del raid. In una dichiarazione confessionale rilasciata dall'ISPR, Noreen ha confessato di essersi unita all'ISIL attraverso un terrorista che ha incontrato sui social media, ha anche detto alle autorità di essere stata reclutata dall'ISIL per attaccare una chiesa a Lahore la domenica di Pasqua, due giubbotti suicidi, quattro bombe a mano e furono loro forniti proiettili. Il 4 settembre 2019, in un'operazione congiunta del dipartimento antiterrorismo, della FIA e della polizia del Belucistan, almeno 6 militanti dell'ISIS sono stati uccisi in un'operazione basata sull'intelligence nell'area della circonvallazione orientale di Quetta. Durante l'operazione, un funzionario della polizia del Belucistan è stato ucciso e altri otto del dipartimento antiterrorismo sono rimasti feriti.
Il 26 aprile 2017, un'operazione di raid congiunta commessa dai ranger dell'esercito americano e dalle forze speciali afgane nella provincia di Nangarhar ha provocato la morte dello sceicco Abdul Hasib, il leader dell'ISIL in Afghanistan. Insieme a Hasib, un certo numero di altri comandanti dell'ISIL sono stati uccisi secondo una dichiarazione dell'esercito americano. Due soldati statunitensi sono morti durante l'operazione, forse a causa del fuoco amico.  Il 1º gennaio 2019, le forze speciali afgane hanno attaccato l'ISIS-K nel distretto di Achin nella provincia di Nangarhar, uccidendo 27 militanti secondo i funzionari. Due leader locali dell'Isis, Sediq Yar e Syed Omar, sarebbero tra le vittime.  Il 10 gennaio, anche l'alto comandante dell'ISIS-K Khetab Emir è stato ucciso in un raid a Nangarhar, secondo un portavoce delle forze statunitensi. Si dice che Emir abbia facilitato grandi attacchi e fornito materiale esplosivo ai bombardieri dell'ISIS-K.  Il 30 aprile 2019, le forze governative afghane hanno intrapreso operazioni di sgombero dirette sia contro ISIS-K che contro i talebani nella provincia orientale di Nangarhar dopo che i due gruppi hanno combattuto per oltre una settimana su un gruppo di villaggi in un'area di estrazione illegale di talco. La Direzione nazionale della sicurezza ha affermato che 22 combattenti dell'ISIS-K sono stati uccisi e due depositi di armi distrutti mentre i talebani hanno affermato che le forze afgane sostenute dagli Stati Uniti hanno ucciso sette civili; un funzionario provinciale ha detto che oltre 9.000 famiglie sono state sfollate a causa dei combattimenti.  Il 21 agosto 2019, un attacco aereo ha ucciso 6 militanti dello Stato Islamico dell'Iraq e del Levante nella provincia di Nangarhar, tra cui due cittadini pakistani.